# Daniel Ziebig
Daniel Ziebig (* 21. Januar 1983 in Elsterwerda, Kreis Bad Liebenwerda) ist ein ehemaliger  deutscher Fußballspieler.

## Herkunft
Da seine Heimatstadt Gröditz (Kreis Riesa) kein Krankenhaus hatte, musste seine Mutter nach Elsterwerda im Nachbarkreis Bad Liebenwerda (Bezirk Cottbus) ausweichen. Er wuchs im sächsischen Gröditz auf.

## Karriere
Vom FV Gröditz 1911 wechselte Ziebig als 15-Jähriger in die Jugend von Dynamo Dresden. Mit den Dresdnern stieg er 2002 in die Regionalliga Nord auf und war zwei Jahre lang bei fast jedem Spiel der Sachsen dabei. Als 2004 der erneute Aufstieg gelang, folgte aufgrund einer Verletzung (Kreuzbandriss) eine mäßige Zweitliga-Saison als Offensivspieler mit nur acht Einsätzen.
Daraufhin wechselte er zum Hamburger SV, wo er allerdings auch nur in der zweiten Mannschaft in der Regionalliga zum Einsatz kam. Deshalb wurde er zur Winterpause an den Zweitligisten Energie Cottbus ausgeliehen. Dort wurde er als Linksverteidiger eingesetzt und etablierte sich auf dieser Position als Stammspieler. Für seinen Beitrag zum Aufstieg der Niederlausitzer in die Fußball-Bundesliga wurde er im Sommer 2006 für den Erstligakader mit einem Dreijahresvertrag fest verpflichtet.
Im April 2009 erlitt Daniel Ziebig erneut einen Kreuzbandriss. Im selben Jahr stieg Energie Cottbus in die 2. Bundesliga ab. Nachdem er in der Hinrunde 2012/13 seinen Stammplatz verlor und nur zu einem Einsatz kam, wurde Ziebig zur Rückrunde an den Drittligisten Hallescher FC ausgeliehen. Im Juli 2013 löste Ziebig seinen Vertrag bei Energie Cottbus und unterschrieb bis 2015 beim Halleschen FC. Dort galt er lange als Stammspieler; in der Saison 2013/14 absolvierte Ziebig gar 36 Saisonspiele, ohne ausgewechselt zu werden, und verpasste nur zwei aufgrund zweier Gelbsperren. Insgesamt sah er in dieser Saison 14 Mal die gelbe Karte. In der folgenden Saison spielte er nur noch unregelmäßig und wurde häufig eingewechselt. Anschließend beendete er seine Profikarriere 2015.

## Erfolge
- Aufstieg in die 1. Bundesliga 2006 (Energie Cottbus)
- Aufstieg in die 2. Bundesliga 2004 (Dynamo Dresden)
- Aufstieg in die Regionalliga Nord 2002 (Dynamo Dresden)